# Sexy Sexy Lover
Sexy Sexy Lover ist ein Popsong von Modern Talking. Er wurde am 17. Mai 1999 als zweite Single ihres achten Albums Alone veröffentlicht.

## Entstehung und Inhalt
Der Song wurde von Dieter Bohlen selbst geschrieben und produziert. Der Song ist ein Synthiepopsong mit House- und Europop-Einflüssen. Er wurde auch dem Dancepop zugeordnet. Im Songtext bewundert der Protagonist eine als besonders „sexy“ beschriebene Person. Rapper Eric Singleton übernahm die gesprochenen Passagen. Das Artwork der Single, das das Duo in Anzügen zeigt, stammt von Ronald Reinsberg, das Foto von Manfred Esser.

## Titelliste
CD-Maxi
1. Sexy Sexy Lover  (Rap Version) – 3:10
2. Sexy Sexy Lover (Vocal Version) – 3:33

1. Sexy Sexy Lover (Extended Rap Version) – 4:59
2. Just Close Your Eyes – 4:17

CD-Single
1. Sexy Sexy Lover (Rap Version) – 3:10
2. Sexy Sexy Lover (Vocal Version) – 3:33

## Veröffentlichung und Rezeption
Sexy Sexy Lover erschien am 17. Mai 1999 bei Hansa Records. Das Musikvideo wurde bei YouTube bislang über 100 Millionen Mal abgerufen (Stand: Dezember 2020).
In Deutschland erreichte die Single Rang 15 der Charts und konnte sich neun Wochen in den Single Top 100 platzieren. In Österreich erreichte die Single in sieben Chartwochen mit Rang 27 seine höchste Chartnotierung, in der Schweizer Hitparade in zwei Chartwochen mit Rang 35. Sexy Sexy Lover wurde zum 13. Charthit für Modern Talking in Deutschland sowie zum zwölften in Österreich und zum elften in der Schweiz. Darüber hinaus erreichte Sexy Sexy Lover die Charts in Finnland (Rang neun), Schweden (Rang 25) und Spanien (Rang 19).
| ChartsChartplatzierungen | Höchstplatzierung | Wochen |
| ------------------------ | ----------------- | ------ |
| Deutschland (GfK)        | 15 (9 Wo.)        | 9      |
| Österreich (Ö3)          | 27 (7 Wo.)        | 7      |
| Schweiz (IFPI)           | 35 (2 Wo.)        | 2      |

## Coverversionen
Coverversionen existieren von Thomas Anders, Talking System und Die Schlümpfe (Schlumpfensommerreise).